# Risque de concentration
En banque de financement, le risque de concentration décrit le niveau de risque du portefeuille d'une banque découlant de sa concentration sur une seule contrepartie, un secteur ou un pays.
Ce risque provient du constat que des portefeuilles plus concentrés sont moins diversifiés : les rendements des actifs sous-jacents sont alors davantage corrélés.
Il est possible de calculer le risque de concentration pour un prêt bancaire unique ou un portefeuille entier, en utilisant un « ratio de concentration ». Pour un prêt unique, le ratio de concentration est simplement la part du portefeuille qui correspond au prêt (par exemple, un prêt de 100 euros sur un portefeuille d'une valeur de 1 000 euros aurait un ratio de 0,1 ou 10%).
Pour l'ensemble d'un portefeuille, on utilise l'indice de Herfindahl-Hirschmann pour calculer le degré de concentration sur un seul nom de contrepartie, un secteur entier de l'économie ou un pays. Pour chaque type de concentration, des ratios de concentration distincts doivent être calculés. Par exemple, un portefeuille constitué de 10 prêts d'un même montant aurait un ratio de concentration de 0,1 ou 10%, tandis qu'un portefeuille de 10 prêts, dont neuf ont le même montant et le dixième d'un montant moitié de la valeur totale du portefeuille, aurait un ratio de concentration de 0,27 ou 27%.
Le ratio de concentration est utile pour les banquiers, et plus généralement les investisseurs, pour identifier les situations où un portefeuille peut être excessivement exposé au risque qu'une récession ou un ralentissement dans un secteur de l'économie ou dans un autre pays provoque la défaut d'une part importante des créances de la banque.
Le risque de concentration est généralement surveillé par les fonctions de risque, les comités et les conseils des banques commerciales et n'est normalement autorisé à fonctionner que dans les limites prescrites. Il est également surveillé par les régulateurs bancaires et attire généralement une charge en capital plus élevée dans la réglementation bancaire.

## Types de risque de concentration
Il existe deux types de risque de concentration, selon la source du risque :
- Il peut découler d'une répartition inégale des expositions (ou des prêts) envers ses emprunteurs. On le qualifie alors de risque de concentration par nom.
- Il peut résulter d'une répartition inégale des expositions sur des secteurs économiques, des zones géographiques, des industries ou des produits financiers particuliers[1]. On le qualifie alors de risque de concentration sectorielle.

## Surveillance et gestion
La plupart des institutions financières ont des politiques pour identifier et limiter les risques de concentration. Cela implique généralement la définition de certains seuils pour différents types de risques. Une fois ces seuils définis, ils sont gérés par des rapports fréquents pour évaluer les zones de concentration et identifier les seuils élevés.
Un élément clé de la gestion du risque de concentration est la définition précise de seuils pour différentes concentrations afin de minimiser les risques combinés entre les concentrations.